# Bobby Clay
Bobby Clay (ur. 19 maja 1997) – brytyjska lekkoatletka specjalizująca się w biegach średnich i długich. 
W 2013 startowała na mistrzostwach świata w biegach przełajowych w Bydgoszczy, na których indywidualnie zajęła 27. miejsce w biegu juniorek, a wraz z koleżankami z reprezentacji zdobyła brąz w drużynie. W tym samym roku zajęła 4. miejsce w biegu na 1500 metrów podczas mistrzostw świata juniorów młodszych w Doniecku oraz zdobyła złoto w drużynie juniorek na europejskich mistrzostwach w biegach przełajowych. Ósma zawodniczka mistrzostw świata juniorów w Eugene (2014). W 2015 zdobyła złoto na dystansie 1500 metrów podczas juniorskich mistrzostw Europy. Medalistka juniorskich mistrzostw Wielkiej Brytanii.

## Osiągnięcia
| Rok  | Impreza                                   | Miejsce    | Konkurencja         | Pozycja     | Wynik   |
| ---- | ----------------------------------------- | ---------- | ------------------- | ----------- | ------- |
| 2013 | Mistrzostwa świata w biegach przełajowych | Bydgoszcz  | bieg juniorek       | 27. miejsce | 19:45   |
| 2013 | Mistrzostwa świata w biegach przełajowych | Bydgoszcz  | drużyna juniorek    | 3. miejsce  |         |
| 2013 | Mistrzostwa świata juniorów młodszych     | Donieck    | bieg na 1500 metrów | 4. miejsce  | 4:16,41 |
| 2013 | Mistrzostwa Europy w biegach przełajowych | Belgrad    | bieg juniorek       | 8. miejsce  | 13:40   |
| 2013 | Mistrzostwa Europy w biegach przełajowych | Belgrad    | drużyna juniorek    | 1. miejsce  |         |
| 2014 | Mistrzostwa świata juniorów               | Eugene     | bieg na 1500 metrów | 8. miejsce  | 4:16,47 |
| 2015 | Mistrzostwa Europy juniorów               | Eskilstuna | bieg na 1500 metrów | 1. miejsce  | 4:17,91 |
| 2015 | Mistrzostwa Europy w biegach przełajowych | Hyères     | bieg juniorek       | 5. miejsce  | 13:29   |
| 2015 | Mistrzostwa Europy w biegach przełajowych | Hyères     | drużyna juniorek    | 2. miejsce  |         |
| 2016 | Mistrzostwa świata juniorów               | Bydgoszcz  | bieg na 1500 metrów | 7. miejsce  | 4:13,09 |

## Rekordy życiowe
- bieg na 800 metrów – 2:05,15 (2016)
- bieg na 1500 metrów (stadion) – 4:10,61 (2016)
- bieg na 1500 metrów (hala) – 4:21,15 (2016)
- bieg na 3000 metrów – 8:59,12 (2015)